# Elaphodus cephalophus
El ciervo de copete o eláfodo (Elaphodus cephalophus) es un raro cérvido asiático semejante a los muntiacos pero que constituye un género aparte, el Elaphodus. Se encuentra en una región que ocupa territorio de la India, de China y de Birmania.
Con un tamaño de 55-60 cm hasta la cruz, estos pequeños cérvidos se caracterizan por el desarrollo de unos dientes de sable o grandes colmillos por parte de los machos.

## Subespecies
Existen cuatro subespecies:
- Elaphodus cephalophus cephalophus
- Elaphodus cephalophus fociensis
- Elaphodus cephalophus ichangensis
- Elaphodus cephalophus michianus